# 玛丽亚·德巴尔德斯
玛丽亚·德巴尔德斯（西班牙語：María de Valdés，1998年10月19日—），西班牙女子游泳运动员，2022年欧洲游泳锦标赛女子5公里公开水域游泳银牌得主、2024年世界游泳锦标赛女子10公里公开水域游泳银牌得主。